# REM Mașini Unelte Bacău
REM Mașini Unelte Bacău este o companie producătoare de utilaje din România.
Produce componente destinate generatoarelor eoliene, strunguri carusel, generatoare pentru industria energetică.
Cifra de afaceri:
- 1997: 55,47 miliarde lei vechi [2]
- 2010: 300 milioane lei[3].